# Русский нигилизм

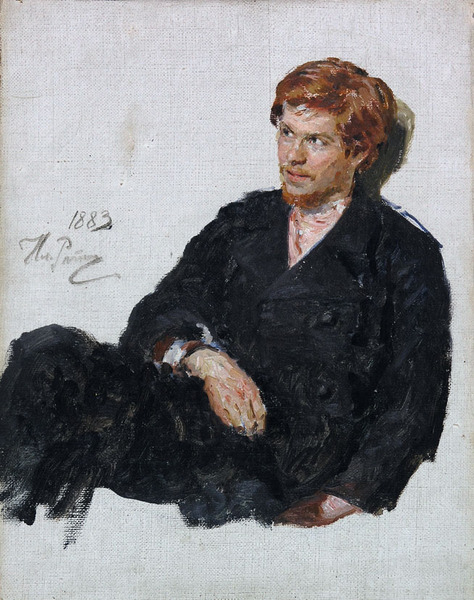
Студент-нигилист, картина Ильи Репина

Русский нигилизм — умонастроение поколения шестидесятников, сформировавшееся в России на рубеже 1850-х и 1860-х годов. Tип шестидесятника-нигилистa был изобpaжен Typгeневым в oбpaзe Базapoвa в романе «Отцы и дети» (1862). Собственно идеологом нигилизма был Писарев (отрицавший это понятие, заменявший его понятием «реализм»), а также Чернышевский и Добролюбов. В 1862 году по России прокатилась волна поджогов (Петербург и города Поволжья), в организации которых обвиняли «нигилистов» (студентов русского и польского происхождения). Своего рода рупором нигилизма стал журнал «Русское слово», закрытый в 1866 году после покушения Каракозова на царя. В дальнейшем нигилизм повлиял на народничество (c 1870-х) и большевизм (через Чернышевского). К восьмидесятым годам слово «нигилист» существовало в языке лишь в виде своего рода ругательства, хотя так продолжали называть себя некоторые народники (см. «Нигилистка» Софьи Ковалевской, 1884).

## Основные черты
Отличительными чертами нигилизма были атеизм, материализм, увлеченность европейскими естественно-научными достижениями (позитивизм), вера в возможность познания мира силами человеческого разума, утилитаризм в отношении к природе и чувствам, отрицание существующего общественного строя и стремление его разрушить, вера в будущее народа и критика его пассивности, темноты, невежества, демократизм, вера в возможности человека, активная позиция, стремление переделать жизнь. Нигилизм вырос на почве западничества, однако он был далек от восхищения чьей-либо духовной культурой (антиэстетизм). Все высшие проявления человеческого духа нигилисты называли предрассудками и хламом (идеи близкие к кинизму). Н. Бердяев в этом отношении противопоставляет Герцена («идеалистов 40-х») и нигилистов. Отмечается, что большинство нигилистов были разночинцами. По многим аспектам нигилисты были сторонниками революционной демократии, однако их отличал гипертрофированный эгоизм, эпатаж и крайний индивидуализм, препятствующий всякой организованной деятельности.
Нигилист – это человек, который не склоняется ни перед какими авторитетами, который не принимает ни одного принципа на веру, каким бы уважением ни был окружен этот принцип.
Отцы и дети, Тургенев

## В литературе
Роман Тургенева «Отцы и дети» и, в частности, нигилизм главного героя вызвали широкую полемику в обществе.
В 1860—1870-х годах появился антинигилистический роман, в котором освободительное движение отождествлялось с нигилизмом. К антинигилистическим относят романы «Взбаламученное море» (1863) А. Ф. Писемского, «Обойдённые» (1863), «Некуда» (1864) и «На ножах» (1870—1871) Н. С. Лескова, «Марево» (1864) В. П. Клюшникова, «Панургово стадо» (1869), «Две силы» (1874) и «Кровавый пуф» (1875) В. В. Крестовского, «Современная идиллия» (1865), «Бродящие силы» и «Поветрие» (оба — 1867) В. П. Авенариуса, «Марина из Алого рога» (1873) Б. М. Маркевича, «Скрежет зубовный» (1878) В. Г. Авсеенко, «Вне колеи» (1882) К.Ф. Орловского (Головина), отчасти «Бесы» и «Идиот» Ф. М. Достоевского и «Обрыв» И. А. Гончарова.
Тип русского нигилиста попал в английскую литературу: русские нигилисты стали персонажами произведений О. Уайлда (пьеса «Вера, или Нигилисты», рассказ «Преступление лорда Артура Сэвила»), А. К. Дойла (рассказы «Ночь среди нигилистов» и «Пенсне в золотой оправе»), Дж. Конрада (романы «Тайный агент» и «На взгляд Запада»), С. Моэма (роман «Рождественские каникулы»), Дж. М. Кутзее (роман «Осень в Петербурге»), Т. Стоппарда (драматическая трилогия «Берег утопии»).